# Miłość puka do drzwi
Miłość puka do drzwi (niem. Schmetterlinge im Bauch, w skrócie SiB, dosł. Motyle w brzuchu) – niemiecka telenowela, emitowana od 21 sierpnia 2006 do 10 lutego 2007 w niemieckiej telewizji Sat 1. Liczy 123 odcinki. 94 odcinki pokazano w 2006 - ich emisja odbywała się od poniedziałku do piątku we wczesnych godzinach wieczornych. Pozostałe odcinki pokazywano w 2007 – w niedziele w godzinach południowych po 5 odcinków jeden po drugim. 
W Polsce telenowela emitowana była przez TVP1 od 8 stycznia 2008 do 5 czerwca 2008 – po dwa odcinki dziennie w dni robocze.